# Беззвучна ретрофлексна проходна съгласна
Беззвучната ретрофлексна проходна съгласна е вид съгласен звук, използван в някои говорими езици. В Международната фонетична азбука той се отбелязва със символа ʂ. Подобен е на българския звук, обозначаван с „ш“, но с по-задно учленение.
Беззвучната ретрофлексна проходна съгласна се използва в езици като руски (шут, [ʂut̪]), словашки (šatka, [ˈʂätkä]), хинди (कष्ट, [ˈkəʂʈ]), шведски (fors, [fɔʂ]).